# Václav Tampa
Václav Tampa (duben 1917 Nechanice – 15. února 1989 Blovice) byl v pořadí 22. blovický starosta (ve funkci předsedy MNV a později MěNV) mezi lety 1960 až 1976. Byl členem KSČ a nositelem vyznamenání Za zásluhy o výstavbu.

## Život
Václav Tampa se narodil v dubnu 1917 v Nechanicích u Nových Mitrovic. V mládí se vyučil zámečníkem v plzeňské Škodovce. Po druhé světové válce se stal politickým zástupcem ředitele blovické strojní traktorové stanice, dále pracoval od roku 1953 jako tajemník OV KSČ v Blovicích.
Na schůzi konané 24. června 1960 v blovickém Lidovém domě byl zvolen předsedou (tehdy ještě) Místního národního výboru v Blovicích (od 2. září 1960 došlo k jeho přejmenování na Městský národní výbor). Zároveň se stal předsedou trestní komise.
Během jeho působení došlo k realizaci velkého množství akcí v Blovicích, budovaných hlavně v rámci Akce Z: stavba zdravotního střediska, nové budovy školy, úprava stadionu a přilehlé sokolovny, stavby nové prodejny potravin nebo rekonstrukce restaurace na Hradišti. Nejvýraznější však bylo obnovení rybníka na potoce Cecima, který se od té doby nazývá rybníkem Tampák.
V listopadu 1976, po skončení volebního období, odešel do důchodu. Zemřel 15. února 1989, pohřeb žehem proběhl o 9 dní později v plzeňském krematoriu.